# Julianna Puławska
Julianna Puławska (ur. 30 października 1935 w Wyszkowie, zm. 14 października 2021) – hafciarka z Puszczy Białej.

## Życiorys
Urodziła się w rodzinie chłopskiej. Mieszkała we wsi Pniewo-Kolonia. Hafciarstwem zaczęła się zajmować jako dwunastolatka. Haftu nauczyła się od matki, choć gdy ta wcześnie zmarła, szlifowała talent samodzielnie. Później sama uczyła córki i sąsiadki.
Specjalizowała się w hafcie na płótnie nitkami czerwonymi, czarnymi i białymi oraz na tiulu nitkami białymi. Nie rysowała wzorów, wyszywała bezpośrednio na materiale. Zdobiła haftem elementy stroju kurpiowskiego: koszule i czepce, a później także serwetki i obrusy. Poza tym wykonywała tradycyjne dla Puszczy Białej jajka wielkanocne w formie oklejanek.
Od 1950 współpracowała ze Spółdzielnią CPLiA „Twórczość Kurpiowska” z Pułtuska. Brała udział w konkursach, wystawach, targach sztuki ludowej i w imprezach folklorystycznych. Jej najważniejsze konkursy i wystawy to: Rękodzieło ludowe Puszczy Białej – wystawa z okazji 40-lecia Spółdzielni CPLiA w Pułtusku (1979), wojewódzki konkurs na kurpiowską sztukę ludową (Ostrołęka 1984 – I nagroda), Ogólnopolski Konkurs Polska – nasz dom (Lublin 1984 – II nagroda). Uczestniczyła w targach sztuki ludowej (Kazimierz Dolny 1986, 1988, 1990; Ostrołęka 1988; Gdynia 1984, 1985, 1987; Węgorzewo 1988, 1989, 1991, 2009). Swoje hafty pokazywała na Litwie i w Szwecji. Brała udział w spotkaniach autorskich w Państwowym Muzeum Etnograficznym w Warszawie. W 1997 w Muzeum w Wyszkowie zorganizowano monograficzną wystawę jej twórczości.
Od 1981 była członkinią Stowarzyszenia Twórców Ludowych, a okresowo wiceprezeską Oddziału Kurpiowskiego. Brała udział w wystawie dorobku twórców i twórczyń Oddziału Kurpiowskiego STL w Krajowym Domu Twórczości Ludowej w Lublinie w 1998.
Jej prace można znaleźć w zbiorach Muzeum Kultury Kurpiowskiej w Ostrołęce, Muzeum Północno-Mazowieckiego w Łomży, Państwowego Muzeum Etnograficznego w Warszawie, Muzeum Kultury Ludowej w Węgorzewie oraz Muzeum Etnograficznego im. Marii Znamierowskiej-Prüfferowej w Toruniu.
Haftowania nauczyła córki i kobiety z Pniewa-Kolonii.
Jest pochowana na cmentarzu w Pniewie.

## Odznaczenia
Była laureatką Nagrody Kolberga (1994), nagrody specjalnej Ministra Kultury i Dziedzictwa Narodowego i Nagrody Prezesa Związku Kurpiów „Kurpik” 2012 w kategorii „Budzenie tożsamości”. W 2010 otrzymała wyróżnienie od Stowarzyszenia Twórców Ludowych.

## Upamiętnienie
Jest jedną z bohaterek wystawy czasowej „Harciarka ręczna” dostępnej między 10 czerwca a 18 września 2022 w Muzeum Kultury Kurpiowskiej w Ostrołęce.